# Język zachodniofutuński
Język zachodniofutuński, także futuna-aniwa – język austronezyjski używany na wyspach Futuna i Aniwa (Vanuatu). W 2001 r. odnotowano, że posługuje się nim 1500 osób.
Dzieli się na dwa dialekty: zachodniofutuński (fotuna) i aniwa (anewa), między którymi występują znaczące różnice. Niemniej w literaturze odmiany te są rozpatrywane jako jeden język. W aniwa zidentyfikowano prawdopodobne zapożyczenia z języka tanna.
W zachodniofutuńskim stwierdzono obecność pożyczek z języków bislama, angielskiego i francuskiego.
Badaniem tego języka zajmował się Arthur Capell, autor słownika z 1984 r. (w którym zawarto też materiały gramatyczne) . Poświęcono mu również opracowanie gramatyczne z 1983 r.  Jest zapisywany alfabetem łacińskim.